# In Concert Volume Two
In Concert Volume Two è un album di Herbie Hancock, Freddie Hubbard e Stanley Turrentine, pubblicato dalla CTI Records nel 1974.

## Tracce
Lato A
1. Hornets – 9:43 (Herbie Hancock) – Registrato il 3 marzo 1973 al "Chicago Opera House", Chicago (Illinois)
2. Interlude – 1:18 – Registrato il 3 marzo 1973 al "Chicago Opera House", Chicago (Illinois)
3. Hornets – 9:45 (Herbie Hancock) – Registrato il 4 marzo 1973 al "Ford Auditorium", Detroit (Michigan)

Lato B
1. Gibraltar – 18:55 (Freddie Hubbard) – Registrato il 4 marzo 1973 al "Ford Auditorium", Detroit (Michigan)

## Musicisti
- Stanley Turrentine  - sassofono tenore
- Freddie Hubbard  - tromba
- Herbie Hancock  - pianoforte
- Eric Gale  - chitarra
- Ron Carter  - contrabbasso
- Jack DeJohnette  - batteria